# Nightwing
Nightwing är en identitet som har använts av ett flertal superhjältar i DC Comics. Figuren är ursprungligen en kryptonisk analog till Batman, med Nightwings partner Flamebird, baserad på Robin. Namnet "Nightwing" kommer från en fågelart som är inhemsk på den fiktiva planeten Krypton.

## Bakgrund

### "Pre-Crisis"

#### Stålmannen
Nightwing medverkar först i berättelsen "Superman in Kandor" i Superman (vol. 1) # 158 (1963). Dessa berättelser äger rum i staden Kandor, en Kryptonisk stad som blivit krympt för att förvaras i en flaska. I Kandor har Stålmannen inga superkrafter. I berättelsen är han benämnd som en laglös på grund av ett missförstånd. För att dölja sig tar Stålmannen och Jimmy Olsen identiteterna som Nightwing och Flamebird. De använder då Nor-Kans underjordiska laboratorium som sitt hemliga högkvarter.

#### Van-Zee
I Superman Family # 183 (1977) tar Stålmannens identiska syssling, Van-Zee, och hans systerdotters make, Ak-Var, identiteterna som Nightwing och Flamebird. De bekämpar brott i deras stad precis som Stålmannen och Olsen gjorde före dem.

#### Dick Grayson
Både Nightwing och Flamebird slår ihop sig med Batman och Robin för ett äventyr i Kandor som visar sig vara betydande för den unge Dick Grayson. När Dick senare ger upp sin roll som Robin i 18-årsåldern blir han påmind om äventyret i Kandorian och byter namn till Nightwing - en hyllning till både Batman och Stålmannen.

### "Post-Crisis"

#### Namnlös krypton
Under "Post-Crisis" finns det en annan person som innehar identiteten som Nightwing. Flera hundra år före födelsen av Kal-El fanns det en icke-namngiven kryptonisk man som kastades ut från sin familj och beslutade sig för att bekämpa brott som Nightwing.

#### Dick Grayson
Dick Grayson blir Nightwing efter att ha lagt av som Robin i artonårsåldern. Graysons Flamebird är Bette Kane. Han är med i en Nightwing-serie från 1996 till 2009. Efter Waynes uppenbara död blir Grayson den nye Batman, därefter retirerar han rollen som Nightwing tillfälligt.
Graysons Nightwingdräkt är en högteknologisk dräkt som är särskilt utformad för hans högtflygande, akrobatiska stil. Hans handskar och stövlar innehåller åtta fack där han kan förvara objekt. De har ett självförstörande system inbyggd i dem, liknande dem i Batmans bälte. Som en annan säkerhetsåtgärd innehåller de en taserladdare, som automatiskt avger en högspänd elektrisk stöt när någon försöker mixtra med antingen stövlarna eller handskarna. Han förvarar även ett flertal vapen i handskarna, såsom sonik, rökgranater, batbumeranger, sömngaskapslar, spårsändare och sedativspetsade pilar.

#### Stålmannen
I Superman: The Man of Steel #111 (2001) reser Stålmannen och Lois Lane till en annan version av Krypton, som senare avslöjades att ha skapats av skurken Brainiac. Då de omnämns som brottslingar tar Stålmannen och Lois identiteterna som Nightwing och Flamebird.

#### Tad Ryerstad
I Blüdhaven blir en sociopat vid namn Tad Ryerstad en superhjälte, inspirerad av den pensionerade hjälten Tarantula. Han tar sig dock namnet "Nite-Wing".

#### Jason Todd
Bruce Jones Nightwing (vol. 2) # 118-122 visar att Jason Todd stryker omkring på gatorna i New York maskerad som Nightwing, en kopiering av Graysons dräkt.

#### Cheyenne Freemont
Berättelsen "One Year Later" innehåller en modedesigner vid namn Cheyenne Freemont som modifierat en liknande Nightwingdräkt för att hjälpa Grayson.

#### Power Girl
I Greg Ruckas Supergirl (vol. 5) # 6 tar sig Power Girl och Supergirl identiteterna som Nightwing och Flamebird.

#### Chris Kent
Chris Kent, son till General Zod, förklär sig till Nightwing under Superman: New Krypton.